# 크로싱 조던
크로싱 조던(Crossing Jordan)은 미국 NBC에서 2001년 9월 24일부터 2007년 5월 16일까지 방영한 텔레비전 시리즈이다.
한국에서는 CNTV에서 크로싱 조단이란 제명 하에 독점 방송하였으며 2007년 마지막 6번째 시즌을 방영하였다.